# Bedmover

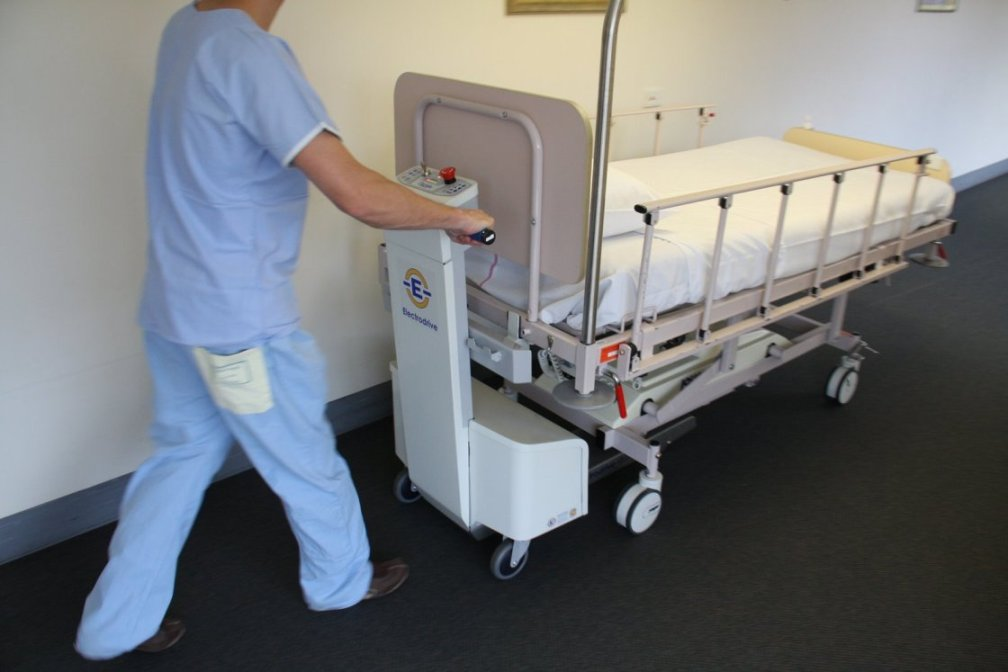

De bedmover is een elektrisch aangedreven transportunit welke is voorzien van "grijpklauwen" om ziekenhuisbedden intern te vervoeren.
Deze bedmover ontlast de handmatige verplaatsing van ziekenhuisbedden.
Middels de bediening met een joystick worden alle duw, trek- en draaikrachten overgenomen door de bedmover. Dit vermindert werkgerelateerde gezondheidsklachten en het risico op ziekteverzuim. De bedmover is zeer wendbaar en kan bedden zijdelings verrijden, voor- en achterwaarts bewegen en 360 graden roteren in korte draaicirkels. Zorgbedden kunnen met de bedmover eenvoudig door 1 in plaats van 2 personen worden verplaatst.
Middels een stepje welke gekoppeld kan worden aan de bedmover is het overbruggen van lange afstanden te voet niet meer nodig.